# Clayton (Idaho)
Clayton is een plaats (city) gelegen in het midden van de staat Idaho (Verenigde Staten). De plaats ligt ten noordoosten van de hoofdstad Boise. Deze plaats is een zilvermijnplaats. De Clayton zilvermijnen zijn nog steeds actief en zijn een van de oudste mijnen nog in werking van Idaho.
Andere mijnplaatsen in de omgeving van Clayton zijn:
- Bay Horse
- Custer
- Bonanza

## Demografie
Bij de volkstelling in 2000 werd het aantal inwoners vastgesteld op 27.
In 2006 is het aantal inwoners door het United States Census Bureau geschat op 26, een daling van 1 (-3,7%).

## Geografie
Volgens het United States Census Bureau beslaat de plaats een oppervlakte van
0,0 km², geheel bestaande uit land.

## Plaatsen in de nabije omgeving
De onderstaande figuur toont nabijgelegen plaatsen in een straal van 68 km rond Clayton.

## Voetnoten
1. ↑  (en)  U.S. Census Bureau. Census 2000 Summary File 1
2. ↑  (en)  U.S. Census Bureau. Population estimates (July 2006)